# Sức mạnh tình thân
Sức mạnh tình thân (tiếng Trung: 溏心風暴之家好月圓, tiếng Anh: Moonlight Resonance) là một bộ phim lớn của TVB phát sóng lần đầu vào ngày 28 tháng 7 năm 2008. Dựa vào thành công của bộ phim Sóng gió gia tộc (2007), TVB làm tiếp bộ phim này với dàn diễn viên gần như giữ nguyên và một nội dung mới. Bộ phim tiếp tục nhận được nhiều giải thưởng trên khắp châu Á Thái Bình Dương và tiếp tục củng cố vị trí như là một trong những bộ phim truyền hình thành công nhất và hoành tráng nhất lịch sử của TVB, với tập cuối cùng của nó là tập phim TVB được đánh giá cao nhất từ trước đến nay với 50 điểm.

## Diễn viên

### Nhà họ Chung
| Diễn viên                     | Nhân vật |
| ----------------------------- | --- |
| Châu Thông                    | Chung Phiếm Đạt (鍾泛達), 80 tuổi Ba của Chung Tiếu Hà và Chung Tiếu Sa |
| Dương Tư Kỳ/ Lý Tư Kỳ         | Chung Tiếu Hà (鍾笑荷), 53 tuổi Vợ của Cam Thái Tổ Má của Cam Vĩnh Gia, Cam Vĩnh Hảo, Tôn Hạo Nguyệt, Cam Vĩnh Viên, Cam Vịnh Khánh, Cam Vĩnh Trung Con gái của Chung Phiếm Đạt Chị gái của Chung Tiếu Sa |
| Phó Thiên Doanh/ Quan Cúc Anh | Chung Tiếu Sa, (鍾笑莎), 45 tuổi Con gái của Chung Phiếm Đạt Em gái của Chung Tiếu Hà Má của Lộ Gia Mỹ |
| Lý Nhật Thăng/ Lâm Phong      | Cam Vĩnh Hảo, (甘永好), 26 tuổi Con trai của Cam Thái Tổ và Chung Tiếu Hà Chồng của Vu Tố Thu |
| Huỳnh Dĩ Hân/ Dương Di        | Tôn Hạo Nguyệt (孫皓月, 24 tuổi Con gái nuôi của Cam Thái Tổ và Chung Tiếu Hà Vợ của Cam Vĩnh Gia |
| La Chỉ Tình/ Trần Pháp Lai    | Cam Vịnh Khánh (甘詠慶), 22 tuổi Con gái của Cam Thái Tổ và Chung Tiếu Hà Vợ của Kevin Trịnh Gia Lạc |

### Nhà họ Cam
| Diễn viên                   | Nhân vật |
| --------------------------- | --- |
| Lý Hương Cầm                | Xa Quân Lệ, (佘君麗), 76 tuổi Má của Cam Thái Tổ |
| Hồ Nặc Ngôn/ Hạ Vũ          | Cam Thái Tổ (甘泰祖), 57 tuổi Con trai của Xa Quân Lệ Chồng của Chung Tiếu Hà và Ân Hồng Ba của Cam Vĩnh Gia, Cam Vĩnh Hảo, Tôn Hạo Nguyệt, Cam Vĩnh Viên, Cam Vịnh Khánh, Cam Vĩnh Trung, Vu Tố Thu - Gia Hảo Nguyệt Viên Khánh Trung Thu |
| Mễ Tuyết                    | Ân Hồng (殷紅), 46 tuổi Vợ của Cam Thái Tổ và Vu Khắc Cường Má của Vu Tố Tâm |
| Khâu Tử Hoành/ Trần Hào     | Cam Vĩnh Gia (甘永家), 28 tuổi Con trai của Cam Thái Tổ và Chung Tiếu Hà Chồng của Tôn Hạo Nguyệt |
| Dương Gia Thịnh/ Lê Nặc Ý   | Cam Vĩnh Viên (甘永圓), 23 tuổi Con trai của Cam Thái Tổ và Chung Tiếu Hà Chồng của Lộ Gia Mỹ |
| Trịnh Gia Lạc/ Ôn Gia Hằng  | Cam Vĩnh Trung (甘永中), 20 tuổi Con trai của Cam Thái Tổ và Chung Tiếu Hà |
| Ngũ Sở Doanh/ Chung Gia Hân | Vu Tố Tâm (于素心), Vu Tố Thu (于素秋), 25 tuổi Con gái của Ân Hồng và Vu Khắc Cường Bạn gái của Lăng Chí Tín Vợ của Cam Vĩnh Hảo |
| Phùng Tổ Ba                 | Xa Lệ Mai (佘麗梅) Em gái của Xa Quân Lệ |
| Lý Thành Xương              | Mạch Hữu Cung Con trai của Xa Lệ Mai |

### Khác
| Diễn viên                 | Nhân vật |
| ------------------------- | --- |
| Từ Tử San                 | Camie Lộ Gia Mỹ (路嘉美), 23 tuổi Con gái của Chung Tiếu Sa Vợ của Cam Vĩnh Viên                                               |
| Huỳnh Tông Trạch          | Lăng Chí Tín (凌至信), 25 tuổi Bạn trai của Vu Tố Tâm và Khâu Vịnh Lâm sau đó chia tay                                         |
| Diêu Gia Ni               | Khâu Vịnh Lâm (邱詠琳) Bạn gái của Lăng Chí Tín sau đó chia tay                                                                |
| Lê Diệu Tường             | Niên Tử Dũng / Nhân Hạt Sen (年子勇), 40 tuổi                                                                                  |
| Dương Thiên Kinh          | Kelvin Trịnh Gia Lạc Chồng của Cam Vịnh Khánh                                                                                  |
| Hàn Mã Lợi                | Bà Trịnh (Quyên), 67 tuổi Má của Kevin Trịnh Gia Lạc Má chồng của Cam Vịnh Khánh                                               |
| Nguyễn Triệu Tường        | Viên Ân Tứ (袁恩賜), 38 tuổi Chồng của Chung Tiếu Sa                                                                           |
| Lương Thuần Yến           | Má của Viên Ân Tứ |
| Diệp Thúy Thúy            | Phương Thư Đình (方舒婷) Bạn gái của Cam Vĩnh Hảo                                                                              |
| Vương Đức Cơ/ Lý Quốc Lân | Vu Khắc Cường (Cường "Mặt dầu") (于克強) Chồng cũ của Ân Hồng Ba của Vu Tố Thu                                                 |
| Lý Thiên Tường            | Trương Chí Hiền (張至賢) Bạn trai đào mỏ của Tôn Hạo Nguyệt                                                                    |
| Dương Chứng Hoa           | Cam Thái Toàn |
| Huỳnh Trí Văn             | Donna Trần Đỗ Đan (陳杜丹) |
| Trương Dĩnh Khang         | Kí giả |
| Ngô Hương Luân            | Chị Mẫn |
| Tào Vĩnh Liêm             | Thẩm Hùng (沈雄) Thanh tra Tổ trọng án Tây Cửu Long, cấp trên của Lưu Tuấn Thạc Khách mời đặc biệt từ phim Bằng Chứng Thép 2   |
| Lý Vũ Dương               | Lưu Tuấn Thạc (劉俊碩) Nhân viên Tổ trọng án Tây Cửu Long, cấp dưới của Thẩm Hùng Khách mời đặc biệt từ phim Bằng Chứng Thép 2 |

## Nội dung

### Quá khứ
Chung Tiếu Hà là con gái của Chung Phiếm Đạt – chủ  cửa hàng làm bánh "Gia Hảo Nguyệt Viên" và cũng là một người làm bánh chuyên nghiệp. Chung Phiếm Đạt nhận Cam Thái Tổ vào làm và truyền nghề lại cho Cam Thái Tổ. Cam Thái Tổ và Chung Tiếu Hà nảy sinh tình cảm với nhau.
Năm 1978, vì thấy thương xót cho hoàn cảnh của 2 vợ chồng Vu Khắc Cường và Ân Hồng, Chung Tiếu Hà đã nhận 2 người vào làm trong tiệm bánh của mình bất chấp sự phản đối của người yêu – Cam Thái Tổ. Năm 1979, Cam Thái Tổ và Chung Tiếu Hà kết hôn với nhau. Họ có chung với nhau 5 người con là Cam Vĩnh Gia, Cam Vĩnh Hảo, Cam Vĩnh Viên, Cam Vịnh Khánh, Cam Vĩnh Trung và 1 người con gái nuôi là Tôn Hạo Nguyệt. Các con đặt theo tên "Gia Hảo Nguyệt Viên Khánh Trung Thu". Năm 1990, Vu Khắc Cường đi theo người đàn bà khác, bỏ rơi Ân Hồng và con gái Vu Tố Tâm. Ân Hồng định ôm con nhảy lầu tự tử thì Chung Tiếu Hà đến và ngăn lại kịp thời. Hai người sau đó than thiết và kết nghĩa chị em. Năm 1995, vì Cam Thái Tổ và Chung Tiếu Hà mới chỉ có sáu người con. Chung Tiếu Hà theo nguyện vọng cha nhận Vu Tố Tâm là con nuôi, lấy tên gọi khác là Vu Tố Thu.
Cam Thái Tổ và Ân Hồng có quan hệ lén lút với nhau. Ân Hồng có thai, ép Cam Thái Tổ phải bỏ vợ. Cam Thái Toàn cờ bạc nợ nần chồng chất, nhiều lần hỏi vay tiền của Chung Tiếu Hà. Sau cùng Chung Tiếu Hà vì cho vay qua nhiều, kiên quyết không cho vay tiếp khuyên Cam Thái Toàn nên bỏ cờ bạc đi. Nào ngờ hôm sau Cam Thái Toàn tự tử. Sự việc đẩy mối quan hệ của Chung Tiếu Hà và gia đình chồng lên đến đỉnh điểm căng thẳng.
Năm 1996, ông Cam Thái Tổ và bà Chung Tiếu Hà ra toà ly dị. Toà xử chia Cam Thái Tổ nuôi 3 người con là Gia, Viên và Trung. Chung Tiếu Hà nuôi Hảo, Nguyệt và Khánh. Sau khi li di, Cam Thái Tổ năn nỉ Chung Phiếm Đạt cho
lại bảng hiệu "Gia Hảo Nguyệt Viên". Vì thương cháu, ông Đạt đồng ý. Từ đó, sau thời gian, công việc kinh doanh của ông Tổ và bà Hồng nhanh chóng phất lên như diều gặp gió, trở thành một thương hiệu nổi tiếng. Đồng thời nhà họ Cam cũng trở thành một gia đình giàu có. Còn bà Hà một lần bị ngã chấn thương cột sống, không cử động được, suýt phải đóng cửa cửa hàng. Con trai bà – Cam Vĩnh Hảo, vì thương mẹ nên dù học rất xuất sắc nhưng cũng bỏ ngang việc học, học làm bánh để duy trì tiệm bánh của mẹ. Con gái bà – Cam Vịnh Khánh, câm bẩm sinh, dù học giỏi nhưng vẫn luôn tự ti mặc cảm, nên cũng tình nguyện ở nhà cùng mẹ duy trì tiệm bánh mà không đi học đại học.

### Hiện tại
Tập 1
Chung Tiếu Sa – em gái của Chung Tiếu Hà, quay trở về từ Bồ Đào Nha. Bà không hề biết chuyện chị mình li dị chồng, khi nhìn thấy biển quảng cáo của "Gia Hảo Nguyệt Viên" thì tưởng là nhà mình làm ăn khấm khá ăn nên làm ra. Nhưng khi về nhà, lại thấy là chỉ ở ngôi nhà cũ, dì Sa vô cùng thất vọng. Bà nói xấu hết người này đến người khác, luôn tỏ giọng coi thường mọi người. Trong một lần đi ngoài đường cùng mẹ, Hảo gặp lại Vu Tố Thu – mối tình đầu của mình. 2 người vốn có tình cảm rất tốt, trời sinh là đôi Kim đồng – Ngọc nữ. Nhưng vì cha mẹ họ nảy sinh vấn đề nên họ buộc phải chia tay nhau. Sau này Thu bị mẹ bắt sang bên Anh du học. Họ chia tay nhau bên bến tàu, Hảo hứa sẽ không quên Thu. Hảo vẫn thường viết thư gửi cho Thu nhưng cô không hề có hồi âm. Sau này, họ gặp lại nhau khi cô từ Anh trở về chuẩn bị tham gia cuộc thi trở thành bác sĩ, còn anh thì đi giao bánh cho mẹ.
Tập 2
Thu về nhà kể cho mọi người nghe chuyện hay gặp Hảo vào buổi sáng thấy anh đi giao bánh. Bà nội Hảo thấy thế rất tức giận, đến tiệm bánh của má Hà chửi mắng thậm tệ vì đã làm hại tương lai của các cháu bà. Mọi người tìm việc làm cho Khánh nhưng Khánh nhất quyết không chịu đi làm vì mặc cảm.
Dì Sa suốt ngày bêu riếu cháu mình. Mấy người cháu tức giận nói xấu bà dì bằng thủ ngữ (ngôn ngữ cho người câm). Bà dì láng máng biết được giận dữ định bỏ đi thì bị ông ngoại phanh phui sự thật. Dì Sa ở bên kia đã ly dị chồng là giám đốc một siêu thị do chồng dì Sa giấu trong tủ một cô gái. Mọi người an ủi dì Sa và nói với dì rằng gia đình vẫn luôn ở bên dì.
Quay trở về quá khứ, Niên Tử Dũng biệt danh là Nhân Hạt Sen là một thợ làm bánh tài năng và cực kỳ chuyên nghiệp. Tuy nhiên do nghe Ân Hồng dụ dỗ, cậu ta bỏ mặc tiệm bánh của má Hà trong lúc nguy khốn nhất, đầu quân cho tiệm bánh của Ân Hồng.
Sắp đến trung thu. Bình thường nhà họ Cam sẽ ăn trung thu vào 15/8 còn nhà họ Chung sẽ ăn vào 16/8. Cam Thái Tổ lấy điều kiện là năm nay sẽ đồng ý để họ Chung ăn vào ngày 15/8 với điều kiện là nhà họ Chung phải gỡ biển hiệu Gia Hảo Nguyệt Viên xuống. Dì Sa rất tức giận lấy cây lau nhà đuổi đánh ông Tổ đi. Nhưng ông ngoại lại rất vui vẻ đồng ý vì được ăn bữa cơm đoàn viên rằm tháng 8 với các cháu. Tuy nhiên, vì thương nhớ cậu con trai út mà bà nội lại cương quyết không cho các cháu về ăn vào ngày 15 với ông ngoại.
Tập 3
Nhà họ Cam nhất quyết không chịu đồng ý cho nhà họ Chung ăn vào ngày 15. Huỷ tới huỷ lui mấy lần. Tuy nhiên sau khi má Hà và Ân Hồng dàn xếp, mọi chuyện vẫn diễn ra như cũ.
Nhân hạt sen bị Ân Hồng đuổi việc do anh ta định đầu quân sang cho tiệm bánh khác. Ân Hồng đã đuổi việc đồng thời giao kèo với các tiệm khác không thuê Nhân hạt sen. Nhân hạt sen bức xúc cãi nhau với Ân Hồng. Thấy Nhân hạt sen bị dồn vào đường cùng, cuối cùng má Hà lại dang ta đón nhận, bỏ qua hiềm khích ngày xưa.
Những đứa con sống cùng với ông Tổ sau này lớn lên đều có vấn đề. Gia tuy là anh cả nhưng lại lông bông, làm cho một công ty PR. Không những thế, Gia lại là một con nghiện chơi cổ phiếu nặng. Viên thì tuy làm cho gia đình, nhưng lại như một thiếu gia hàng không, suốt ngày bay đi các nước khác, không có nhiều tình cảm với nhà họ Chung. Trung thì từ nhỏ đã bị đẩy sang Anh học mặc dù bị hen xuyễn. Lần Trung thu này, cả ba hầu như không mặn mà lắm.
Buổi tối Trung thu, mọi chuyện đang diễn ra vui vẻ thì Ân Hồng tới, rất tức giận khi thấy Tố Thu và Nhân hạt sen cũng ở đấy. Sau một trận cãi nhau kịch liệt, Nhân hạt sen tiết lộ sự thật về cái chết của Cam Thái Toàn không kiên quan đến má Hà, ngược lại, Toàn rất cảm kích má Hà.
Tập 4
Má Hà để ý thấy Trung hay nhăn nhó, linh cảm của người mẹ cho bà biết cậu đang gặp chuyện, nhờ đủ mọi cách cũng không làm sao biết được, má Hà rất phiền lòng.
Nguyệt và dì Sa liên tục cãi nhau. Dì Sa lấy tiền của ông ngoại tiêu xài hoang phí lung tung. Má Hà phải lên tiếng khuyên nhủ mấy đứa con.
Hảo tích cực vận động Khánh ra ngoài đi làm nhưng Khánh từ chối nói là mình quyết tâm học làm bánh không muốn đi làm. Cuối cùng Khánh đã đồng ý đi phỏng vấn vả bắt đầu đi làm.
Dì Sa lừa ông ngoại lấy 400 nghìn tiền dưỡng già của ông ngoại. Nguyệt biết được rất tức giận và lại cãi nhau với dì Sa. Ông ngoại nói đừng liên quan đến chuyện của nhà ông làm Nguyệt tự ái.
Tập 5
Má Hà gặp riêng Gia để hỏi thăm tình hình của các em. Bà nhớ lại tình cảnh ngày xưa đã phải day dứt chia tay các con của mình và giao phó cho Gia phải chăm lo cho các em.
Nguyệt xin ra ngoài ở riêng. Má Hà đồng ý nhưng rất buồn. Mọi người cũng rất buồn và lo cho Nguyệt. Khánh hay tâm sự qua mạng với Nguyệt và biết cuộc sống của Nguyệt thế nào. Dì Sa thấy thế liền đọc trộm mail của 2 người rồi in ra cho cả nhà xem. Bà ta còn công khai tình hình tài chính khó khăn của Nguyệt.
Nguyệt gặp khó khăn về tài chình, tìm đến Gia chơi cổ phiểu. Cả nhà biết được. Lại thêm chuyện Nguyệt chia tay người bạn trai đào mỏ khiến cả nhà cực kỳ lo lắng và đi tìm. Nhưng mọi người càng đuổi theo thì Nguyệt càng chạy trốn. Sau cùng mọi người giải quyết hết hiểu lầm và Nguyệt trở về nhà sống cùng mọi người.
Tập 6
Nguyệt được Gia giới thiệu vào làm trợ lý trong công ty PR của mình. Gia luôn được các đồng nghiệp săn đón như ông hoàng cổ phiếu. Sếp của Gia rất tức giận khi anh không chú tâm vào công việc mà chỉ suốt ngày quan tâm đến cổ phiếu. Bà Hà biết được việc này rất tức giận, đã giáo huấn lại Gia. Nhân hạt sen tiết lộ sự thật cho má Hà, vì Gia không chịu gọi Ân Hồng là má, Ân Hồng nhờ Nhân hạt sen dạy Gia chơi cổ phiếu. Má Hà rất buồn.
Thu được nhận làm bác sĩ thực tập. Sau khi qua nhà má Hà chơi và có một buổi tối đi chơi cùng Hảo, Thu quyết định mở những lá thư Hảo gửi cho cô khi cô còn ở bên Anh. Lúc này cô mới biết được tình cảnh của Hảo sau khi cô đi Anh. Hảo học rất giỏi, nhưng do muốn giúp mẹ duy trì cửa hàng nên đã bỏ ngang việc học của mình. Đồng thời anh vẫn luôn chờ đợi cô. Thu cảm thấy cực kỳ đau khổ. Cô nhớ lại trước kia chính mình là người đã giúp mẹ mình liên lạc với ông Tổ, là một nguyên nhân gián tiếp khiến cho gia đình ông Tổ bà Hà tan vỡ. Cô cảm thấy có lỗi với Hảo. Nếu như cô không làm vậy thì có lẽ giờ Hảo đã là một cậu chủ rất tài giỏi. Thu kể hết chuyện cho Hảo nghe. Hảo tha thứ cho Thu và khuyên thu đừng nghĩ về nó nữa.
Tập 7
Bà Hà tìm ông Tổ để đề cập chuyện của Gia, nhưng cuối cùng 2 người lại cãi nhau. Ông Tổ muốn kéo Gia về để làm trong tiệm bánh của gia đình. Tuy Ân Hồng đồng ý nhưng lại chỉ để Gia làm 1 chức vụ nhỏ bất chấp lời khuyên can của bà nội và ông Tổ. Gia từ chối. Nguyệt và ông Tổ cãi nhau. Ông Tổ nói hạnh phúc khi lấy được Ân Hồng.
Dì Sa trở về với chiến thắng từ cuộc ly hôn, quyết định đầu tư vào tiệm bánh của má Hà. Má Hà nhập viện vì tái phát chấn thương cột sống.
Cung và bà dì thấy Hảo và Thu đi chơi riêng, về kể cho Ân Hồng. Ân Hồng tác động vào ông Tổ, để ông Tổ tìm gặp Hảo, ngăn cản Hảo và Thu. Hảo và ông Tổ lại cãi nhau. Bà Hà ra viện, thấy tiệm bánh của mình trở thành mớ hỗn độn dưới tay dì Sa, bèn ra tay chỉnh đốn lại. Dì Sa xúi ông ngoại treo lại tấm bảng Gia Hảo Nguyệt Viên. Nhà họ Cam biết được vô cùng tức giận. Ông Tổ đi hoà giải cùng ông Đạt. Kết cục 2 người đánh nhau và sẽ lôi vụ kiện ra toà.
Tập 8
Nhà họ Cam và nhà họ Chung đưa nhau ra toà. Toà xử nhà họ Cam thắng. Dì Sa tức giận chửi bới phỉ báng Ân Hồng. Ân Hồng quyết kiện lại dì Sa tội phỉ báng. Má Hà đành phải sang nhà họ Cam hoà giải. Từ đó phanh phui ra một số chuyện xấu trước đây của Ân Hồng đối xử với các con riêng của chồng. Ông Tổ sau khi nói dối và nói quá một số sự thật trong vụ kiện thì đã cảm thấy ăn năn, bật khóc chạy đi.
Tập 9
Sau khi bà Hà đến hoà giải, nhà họ Cam có lục đục, tuy nhiên mọi thứ lại đâu vào đấy. Ông Tổ đến định bồi thương cho nhà họ Chung. Bà Hà không nhận chỉ muốn ông Tổ quan tâm hơn đến các con của mình. Thu đi làm ngày đầu tiên, trên đường về gặp vụ tai nạn nên ở lại giúp đỡ. Hảo tưởng Thu gặp tai nạn nên vội vàng chạy đến cùng. Cuối cùng Hảo mua tặng Thu một cái áo mới và một đôi giày mới.

## Đề cử và giải thưởng

### Top 10
- Giải thưởng hàng năm của TVB - Nữ diễn viên chính xuất sắc nhất
  - Quan Cúc Anh

### Top 5
- Giải thưởng hàng năm của TVB - Nam diễn viên chính xuất sắc nhất
  - Trần Hào
  - Lâm Phong
- Giải thưởng hàng năm của TVB - Nữ diễn viên chính xuất sắc nhất
  - Lý Tư Kỳ
- Giải thưởng hàng năm của TVB - Nam diễn viên phụ xuất sắc nhất
  - Châu Thông
- Giải thưởng hàng năm của TVB - Nữ diễn viên phụ xuất sắc nhất
  - Trần Pháp Lạp
  - Từ Tử San
  - Lý Hương Cầm
- Giải thưởng hàng năm của TVB - Nhân vật nam được yêu thích nhất
  - Hạ Vũ
- Giải thưởng hàng năm của TVB - Nhân vật nữ được yêu thích nhất
  - Quan Cúc Anh
  - Trần Pháp Lạp
- Giải thưởng hàng năm của TVB - Diễn viên tiến bộ nhất
  - Dương Di

### Giải thưởng
- Giải thưởng hàng năm của TVB - Phim hay nhất
  - Sức mạnh tình thân (溏心風暴之家好月圓)
- Giải thưởng hàng năm của TVB - Nam diễn viên chính xuất sắc nhất
  - Hạ Vũ
- Giải thưởng hàng năm của TVB - Nữ diễn viên chính xuất sắc nhất
  - Mễ Tuyết
- Giải thưởng hàng năm của TVB - Nữ diễn viên phụ xuất sắc nhất
  - Dương Di
- Giải thưởng hàng năm của TVB - Nhân vật nam được yêu thích nhất
  - Lâm Phong
- Giải thưởng hàng năm của TVB - Nhân vật nữ được yêu thích nhất
  - Lý Tư Kỳ